# Chō (nome)
Chō  è un nome proprio di persona giapponese femminile.

## Varianti
- Femminili: Cho, Chou[1][2]

## Origine e diffusione

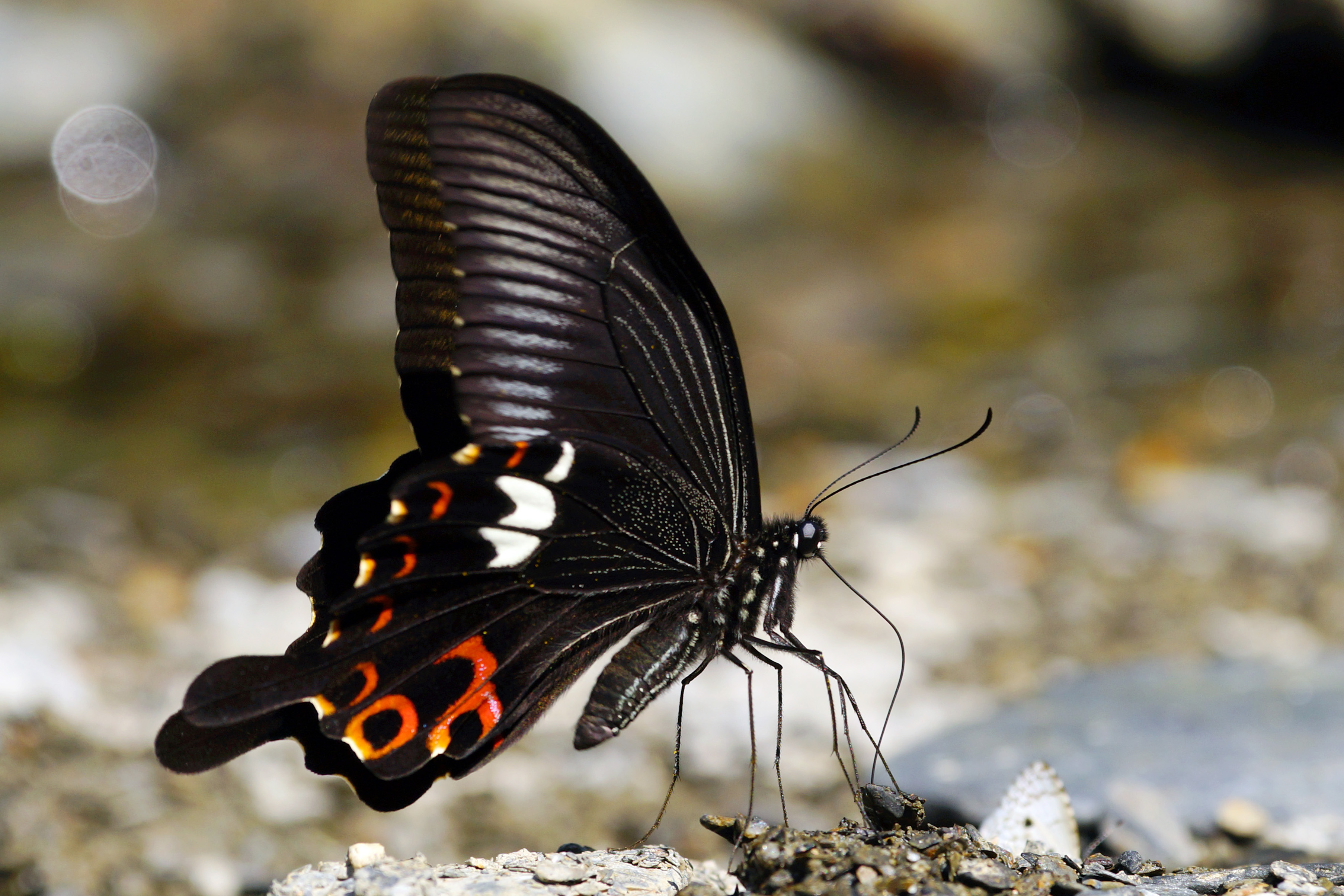
Papilio helenus, una farfalla diffusa in Giappone

Riprende il kanji giapponese 蝶 (chou o chō), che significa "farfalla".

## Onomastico
È un nome adespota, cioè privo di santo patrono; l'onomastico può essere festeggiato il 1º novembre, per la ricorrenza di Ognissanti.

## Il nome nelle arti
- Cho Chang è un personaggio della serie di romanzi e film Harry Potter, creata da J. K. Rowling; il suo nome, però, è più probabilmente tratto da qualche carattere del pinyin cinese[2].